# Doły Łążyńskie
Doły Łążyńskie – część wsi Łążyn, w Polsce, w województwie kujawsko-pomorskim, w powiecie toruńskim, w gminie Zławieś Wielka.
W latach 1975–1998 miejscowość administracyjnie należała do województwa toruńskiego.